# Церква святих Петра і Павла (Чисголм, Міннесота)
Церква святих Петра і Павла — колишня українська католицька церква у місті Чисголм, штат Міннесота. Церкву було збудовано у 1916 році громадою українських емігрантів. У 1980 році вона внесена до Національного реєстру історичних місць як українська католицька церква святих Петра і Павла за вагоме релігійне, історичне та соціальне значення для місцевого населення. Було відзначено роль споруди у тісному зв'язку спільноти американських українців з початковою етнічною групою українців, яка прибула на Залізний хребет під час переселення емігрантів у 20-му столітті.